# Siobhan Finneran
Siobhan Margaret Finneran (Oldham, 27 de abril de 1966) es una actriz británica de ascendencia irlandesa. Hizo su debut en la pantalla en la película de 1987 Rita, Sue and Bob Too, y por consecuencia consiguió papeles en Coronation Street, (1989-1990) Clocking Off (2000-2002) y The Amazing Mrs Pritchard (2006). En 2005, Finneran fue la protagonista de la obra de teatro On the Shore of the Wide World y fue galardonada con el Manchester Evening News Theatre Award por Mejor Actriz protagonista. Como comediante, Finneran apareció como personaje principal en las primeras siete temporadas de la serie Benidorm (2007-2015).
Otras de sus obras notables son Unforgiven (2009), Downton Abbey (2010-2012) y Happy Valley (2014-presente), por el que fue nominada al British Academy Television Award for Best Supporting Actress 2017. Entre sus papeles de películas está el Mrs Swift en The Selfish Giant, que le dio una nominación a los British Independent Film Award.

## Vida y carrera

### 1966—2006
Finneran nació en Oldham, Lancashire el 27 de abril de 1966 de padres irlandeses. De niña a Finneran siempre le atrajeron las artes escénicas y era fan de  Eric Morecambe Después de hacer un curso de teatro, fue parte del reparto de la película de 1987 Rita, Sue and Bob Too, con el papel de Rita. Entre agosto de 1989 y marzo de 1990 Finneran apareció como la empleada de fábrica Josie Phillips en Coronation Street.
Finneran continuó apareciendo en la televisión británica, siendo invitada en Heartbeat (1993, 1994, 2003), Peak Practice (1995), Out of the Blue (1996), Where the Heart Is (1997), Hetty Wainthrop Investigates (1998) y The Cops (1999). Finneran también se estableciò en papeles cómicos como el de Josie, Cannon and Balls Playhouse (1991) y fue parte del reparto de The Russ Abbot Show (1995–96). A finales de la década de los 90 dejó de lado la actuación para centrarse en la crianza de los dos hijos producto de su matrimonio con Mark Jordon, (con el que se casó en 1997)
Entre 2000 y 2002 Finneran interpretó a Julie O'Neill en las tres temporadas de Clocking Off. Otras de sus obras incluyen Bob & Rose (2001), Sparkhouse (2002) y Passer By. En 2005 Finneran interpretó a la protagonista, Alice Holmes, en On the Shore of the Wide World. En 2006 Finneran fue parte del reparto de The Amazing Mrs Pritchard (2006) con el papel de Beverley Clarke.

### 2007—2012
En 2007 Finneran hizo de Kelly en la película Boy A. También ese año, Finneran fue parte de la serie Benidorm con el papel de Janice Garvey.
Finneran continuó interpretando su personaje en la serie hasta la séptima temporada en 2015 cuando decidió retirarse de la serie.
Además de su papel en Benidorm, en 2008 hizo de la Hermana Ruth, una monja del Vaticano, en Apparitions. En 2009 Finneran fue parte del reparto de Unforgiven como Izzie Ingram. También en 2009, Finneran apareció en episodios de The Street, y Blue Murder,  y la telenovela Coronation Street: Romanian Holiday.
En 2010 se anunció que se uniría al reparto de Downton Abbey.
 Su personaje, la doncella Sarah O'Brien, fue la arquetípica villana.
Durante el tiempo que fue parte del reparto, Downton Abbey fue galardonada con un Screen Actors Guild Award for Outstanding Performance by an Ensemble in a Drama Series en 2012 (por la temporada 2), y fue nominada en 2013 (por la temporada 3). Finneran anunció que dejaba la serie en marzo de 2013, antes de la cuarta temporada.

### 2013–2016
En 2013 Finneran protagonizó la segunda temporada d The Syndicate con el papel de Mandy. También en 2013, Finneran interpretó a Mrs Swift en The Selfish Giant. Por su interpretación, Finneran fue nominada a los British Independent Film Award 2013 por Mejor Actriz Secundaria. En 2014, Finneran apareció en la película francesa Un Illustre Inconnu (Nadie de ningún sitio). En su vida privada, en 2014 le pidió divorcio a su esposo, Mark Jordan.
También en 2014, Finneran hizo de Clare en Happy Valley. Una segunda temporada fue estrenada en 2016. Happy Valley ganó el British Academy Television Award for Best Drama Series en 2015 y 2017. Finneran fue nominada en la categoría de Mejor Actriz Secundaria en 2017. La tercera y última temporada de Happy Valley salió en otoño de 2018.
Entre diciembre de 2014 y febrero de 2015, Finneran apareció en la obra de teatro 3 Winters en Londres. En otoño de 2015 Finneran fue actriz secundaria en Midwinter of the Spirit.

### 2017–presente
En 2017, hizo el papel de Christine Freeman en The Moorside, sobre la desaparición de Shannon Matthews.
Ese mismo año hizo de Lauren Quigley, en The Loch. También tuvo el papel Nikki Kirkbright en Cold Feet.
En 2018, Finneran interpretó a Becka Savage en un episodio de Doctor Who.
En 2020 interpretó a la detective Johanna Griffin en la serie "No hables con extraños"

## Premios y nominaciones
| Año  | Premio                                 | Trabajo                        | Categoría                         | Resultado |
| ---- | -------------------------------------- | ------------------------------ | --------------------------------- | --------- |
| 2005 | Manchester Evening News Theatre Awards | On the Shore of the Wide World | Mejor Actriz Protagonista         | Ganadora  |
| 2012 | Screen Actors Guild Awards             | Downton Abbey                  | Actuación Extraordinaria en Serie | Ganadora  |
| 2013 | Screen Actors Guild Awards             | Downton Abbey                  | Actuación Extraordinaria en Serie | Nominada  |
| 2013 | British Independent Film Awards        | The Selfish Giant              | Mejor Actriz Secundaria           | Nominada  |
| 2017 | British Academy Television Awards      | Happy Valley                   | Mejor Actriz Secundaria           | Nominada  |